# 睦南木莲
睦南木莲（学名：Manglietia chevalieri），为木兰科木莲属下的一个植物种。